# Miński Kościół Reformowany
Miński Kościół Reformowany – białoruska wspólnota ewangelicko-reformowana powstała w 1998 roku, zarejestrowana przez władze w 2001 roku. 
Miński Kościół Reformowany wyłonił się w maju 1998 roku z powstałej sześć lat wcześniej Białoruskiej Rady Ewangelicko-Reformowanej. 28 listopada 1998 roku dokonano formalnego ustanowienia i poświęcenia nowej kongregacji wraz z jej prezbiterem A. Fraławem i diakonissą W. Iwanową. 
Państwo białoruskie zarejestrowało kościół 18 czerwca 2001 roku. Pod koniec 2001 roku kongregacja liczyła około 50 wiernych, wydawała własną gazetę „Reformacja” i prowadziła zajęcia niedzielne dla dzieci i młodzieży. 